# Wan Czarencawan
Wan Czarencawan (orm. Ֆորտբոլային Ակումբ Վան, Futbolajin Akumb Wan) – armeński klub piłkarski, mający siedzibę w mieście Czarencawan, w środkowej części kraju, grający w Barcragujn chumb.

## Historia
Chronologia nazw:
- 2019: Wan Czarencawan (orm. ՖԱ Վան (Չարենցավան))

Klub piłkarski Wan został założony w miejscowości Czarencawan 31 maja 2019 roku przez ormiańsko-rosyjskiego biznesmena Olega Ghukasowa. W sezonie 2019/20 zespół debiutował w Araczin chumb (D2). W dniu 30 lipca 2020 r. ogłoszono, że klubowi udzielono licencji na grę w ormiańskiej Barcragujn chumb na sezon 2020/21.

## Barwy klubowe, strój
|  |  |

Klub ma barwy niebiesko-czerwone. Zawodnicy domowe spotkania zazwyczaj grają w czerwonych koszulkach, niebieskich spodenkach oraz czerwonych getrach.

## Sukcesy

### Trofea międzynarodowe
Nie uczestniczył w rozgrywkach europejskich (stan na 31-05-2020).

### Trofea krajowe
| \| \| Zdobyte trofea w rozgrywkach Armenii (stan na: 31-08-2020) \| |                                                            |      |          |
| Rozgrywki                                                           | Osiągnięcie                                                | Razy | Sezon(y) |
| Mistrzostwo                                                         | I miejsce                                                  | 0    |          |
| Mistrzostwo                                                         | II miejsce                                                 | 0    |          |
| Mistrzostwo                                                         | III miejsce                                                | 0    |          |
| Puchar                                                              | zdobywca                                                   | 0    |          |
| Puchar                                                              | finalista                                                  | 0    |          |
| Puchar                                                              | ćwierćfinalista                                            | 1    | 2019/20  |
| II liga                                                             | I miejsce                                                  | 1    | 2019/20  |
| II liga                                                             | II miejsce                                                 | 0    |          |
| II liga                                                             | III miejsce                                                | 0    |          |
| Armenia                                                             | Zdobyte trofea w rozgrywkach Armenii (stan na: 31-08-2020) |      |          |

## Poszczególne sezony

### Rozgrywki międzynarodowe

#### Europejskie puchary
Nie uczestniczył w rozgrywkach europejskich.

### Rozgrywki krajowe
| \| Armenia \| Bilans występów klubu w rozgrywkach piłkarskich Armenii (Stan na 31 sierpnia 2020 r.) \| \| |                                                                                       |        |       |   |   |   |    |    |     |         |        |        |      |
| Poziom | Rozgrywki                                                                             | Sezony | Mecze | Z | R | P | B+ | B– | Pkt | Lata    | Awanse | Spadki | Naj. |
| I | Barcragujn chumb                                                                      | 1      |       |   |   |   |    |    |     | 2020–   | 0      | 0      | ?    |
| II | Araczin chumb                                                                         | 1      |       |   |   |   |    |    |     | 2019/20 | 1      | 0      | 1    |
| | Puchar Armenii                                                                        | 1      |       |   |   |   |    |    |     | 2019–   | 0      | 0      | 1/4  |
| Armenia                                                                                                   | Bilans występów klubu w rozgrywkach piłkarskich Armenii (Stan na 31 sierpnia 2020 r.) |        |       |   |   |   |    |    |     |         |        |        |      |

## Piłkarze, trenerzy, prezydenci i właściciele klubu

### Trenerzy
- 31.05.2019–31.07.2020:  Karen Barsegian
- 31.07.2020–...:  Sewada Arzumanian

## Struktura klubu

### Stadion
Klub piłkarski rozgrywa swoje mecze domowe na stadionie Miejskim w Czarencawaniu o pojemności 5000 widzów.

## Kibice i rywalizacja z innymi klubami

### Derby
- Ulis Erywań